# 159827 Keithmullen
159827 Keithmullen este un asteroid din centura principală de asteroizi.

## Descriere
159827 Keithmullen este un asteroid din centura principală de asteroizi. A fost descoperit pe 4 octombrie 2003 la Junk Bond Observatory de David Healy (astronom). Asteroidul prezintă o orbită caracterizată de o semiaxă mare de 3,11 ua, o excentricitate de 0,15 și o înclinație de 4,5° în raport cu ecliptica.